# Archie Hahn

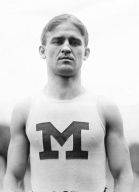
Archie Hahn

Charles Archibald "Archie" Hahn (14. září 1880 Dodgeville, Wisconsin – 21. ledna 1955 Charlottesville, Virginie) byl americký atlet, sprinter, trojnásobný olympijský vítěz z roku 1904.

## Sportovní kariéra
Na olympiádě v Saint Louis v roce 1904 zvítězil ve třech sprinterských disciplínách – na 60, 100 i 200 metrů. Další zlatou získal v běhu na 100 metrů na Athénských olympijských mezihrách v roce 1906.
Po skončení aktivní kariiéry se stal trenérem, napsal knihu How to sprint, jednu z prvních trenérských běžeckých publikací.